# Nueva Caledonia (Canadá)

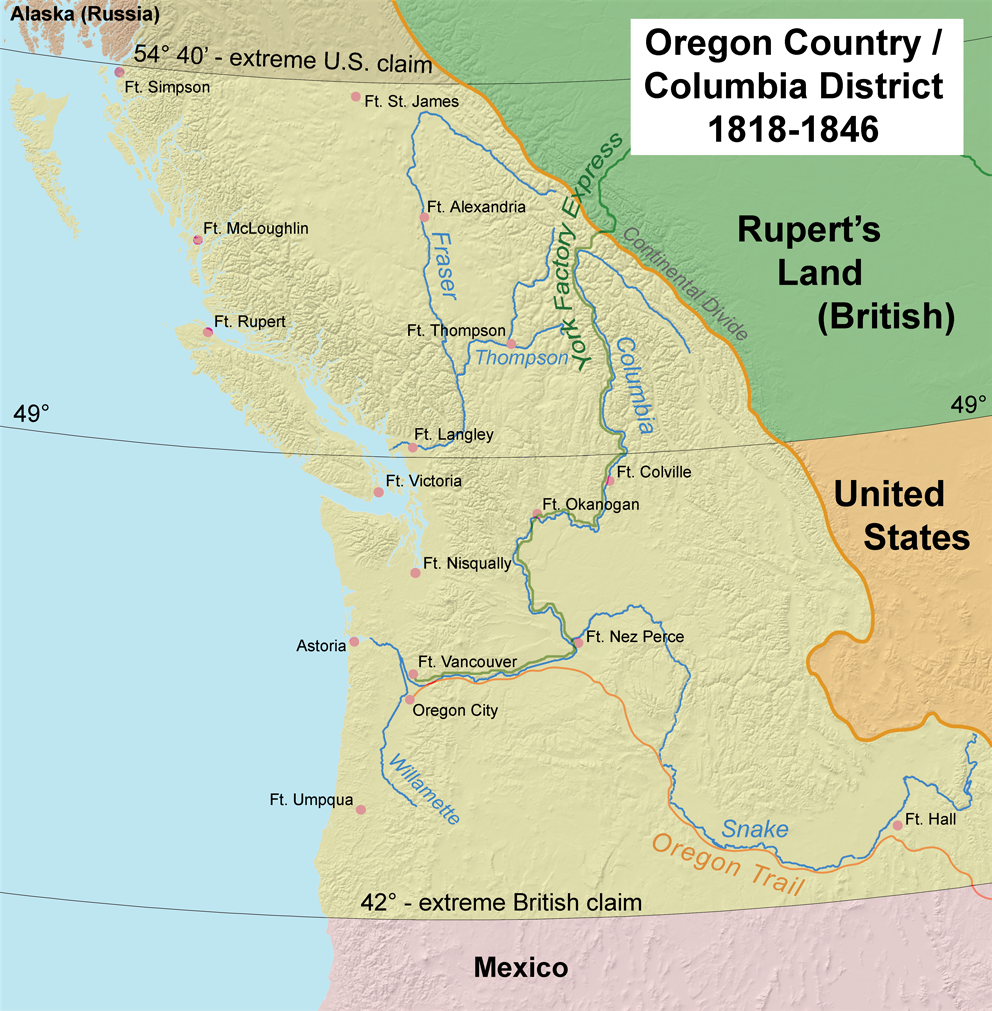
Mapa del país de Oregón "jointly occupied" por EE. UU. y Gran Bretaña. El Departamento de Columbia en su mayor extensión incluía zonas alejadas al norte y al sur.

Nueva Caledonia (del inglés: New Caledonia) fue el nombre dado a un distrito del comercio de pieles de la Compañía de la Bahía de Hudson, que comprendía el territorio de las partes del centro-norte de la actual Columbia Británica, Canadá. Aunque no era una colonia británica, Nueva Caledonia fue parte de la reclamación británica de América del Norte. Su centro administrativo fue Fort St. James. Incluso antes de la partición del departamento de Columbia, conocida por los estadounidenses como el territorio de Oregón, por el Tratado de Oregón en 1846, el resto de lo que la mitad sur de lo que hoy es el territorio continental de la Columbia Británica, el término fue utilizado a menudo para describir cualquier parte del continente que no perteneciera al departamento de Columbia per se, como Fort Langley, en el valle del Fraser.

## Distrito del comercio de pieles
Las exploraciones de James Cook y George Vancouver, y las concesiones de España en 1792 establecieron la reclamación británica de la costa norte de California. Del mismo modo, los reclamos británicos se ampliaron al interior por las exploraciones de hombres como sir Alexander MacKenzie, Simon Fraser, Samuel Black, David Thompson y John Finlay y por el posterior establecimiento de puestos comerciales por la Compañía del Noroeste (North West Company, o NWC) y la Compañía de la Bahía de Hudson (Hudson's Bay Company, o HBC). Sin embargo, hasta 1849, la región que hoy comprende la Columbia Británica fue una zona no organizada de la Norteamérica británica. A diferencia de la Tierra de Rupert, al norte y al este, el departamento de Nueva Caledonia y su vecino del sur, el departamento de Columbia, no eran concesiones de la HBC. Por el contrario, la Compañía tenía simplemente concedido un monopolio para comerciar con los habitantes de las Primeras Naciones tras su fusión con la Compañía del Noroeste en 1821.
Nueva Caledonia surgió con el establecimiento de los primeros puestos comerciales británicos al oeste de las Montañas Rocosas hechos por Simon Fraser y su equipo, durante sus exploraciones de 1805-1808. Estos eran Fort George (más tarde, Prince George) en el cruce de los ríos Fraser y Nechako, Fort Fraser en el lago Fraser, Hudson's Hope, cerca del río Peace Canyon, Fort McLeod en el lago McLeod, al norte de Fort George, y la sede administrativa del distrito, Fort St. James, situada en la orilla del lago Stuart. En sentido propio, Nueva Caledonia en un principio quedó constituida por el territorio del noroeste de la meseta interior drenado por los sistemas de los ríos Peace, Stuart y Bulkley. El origen del nombre se atribuye generalmente a Simon Fraser y sus compañeros, a los que las colinas y los bosques eran una reminiscencia de los Scottish Highlands.

## Fronteras cambiantes y designaciones

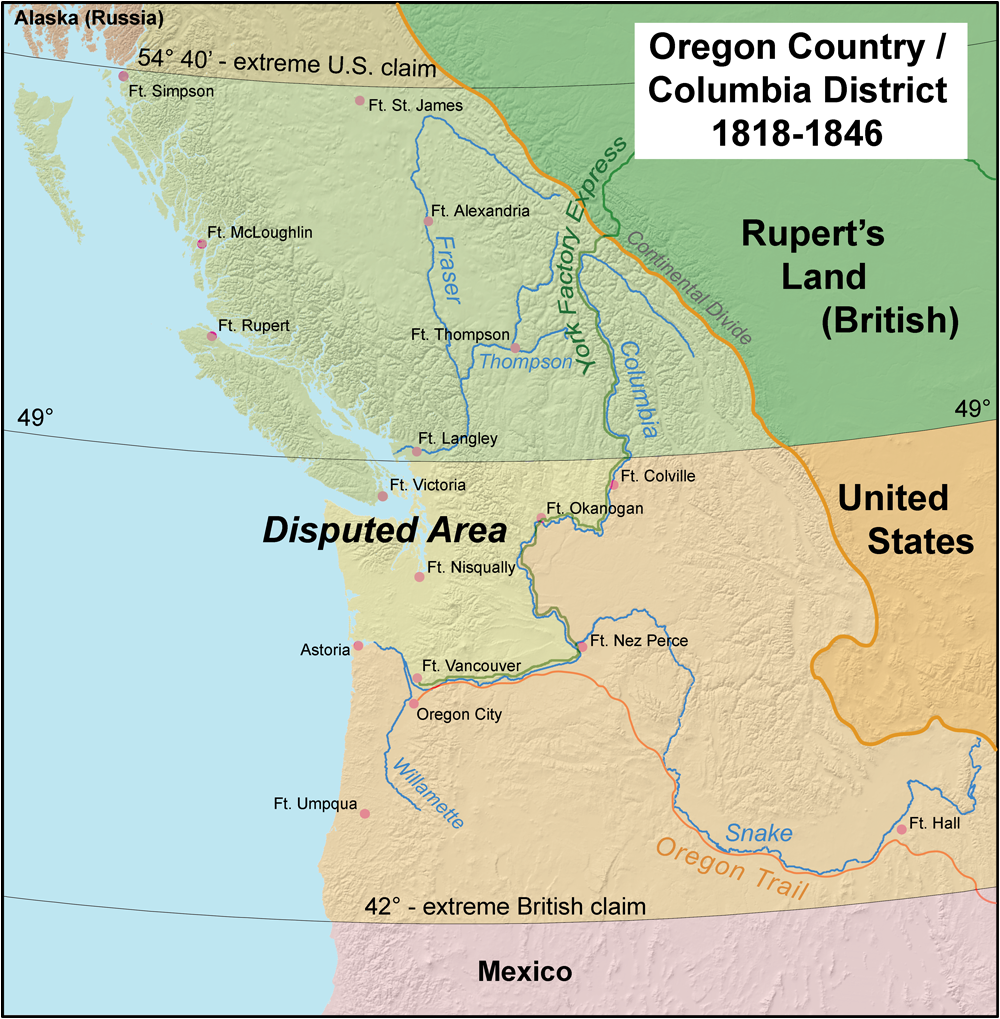
Ejemplo de los límites del departamento entre 1818 a 1846 previo a la guerra mexicano-estadounidense cuando era protectorado británico.

Los límites del departamento eran vagos, y cambiaron con el tiempo. Para todos los propósitos prácticos, Nueva Caledonia se extendía hasta donde llegaban las relaciones económicas disfrutadas por sus puestos comerciales designados, que se expandieron en gran medida a lo largo de los años. Originalmente, el límite oriental era considerado las montañas Rocosas; el límite norte, el río Finlay; y el límite sur del Cariboo o el drenaje del río Thompson. La región al sur del río Thompson y al norte de la entonces frontera de México, el paralelo 42 Norte, fue designado como el Distrito de Columbia. El Departamento de Columbia fue gobernado primero desde Fort Astoria, luego desde Fort Vancouver (actual Vancouver, Washington). La migración hacia el oeste de los colonos estadounidenses por la ruta de Oregón llevó a la controversia fronteriza de Oregón.
La firma del Tratado de Oregón en 1846 terminó con la disputa con la ocupación conjunta de las áreas al oeste de las Montañas Rocosas en virtud del Tratado de 1818. El límite sur del distrito se desplazó hacia el norte hasta el paralelo 49 Norte, y la administración pasó a Fort Victoria. No obstante, en el lenguaje popular, toda la parte continental dependiente de los británicos localizada al norte de la frontera de EE. UU. y al oeste de las Montañas Rocosas se conoce como Nueva Caledonia.
En 1849, la isla de Vancouver y las islas del Golfo en el estrecho de Georgia fueron designadas como colonia de la corona de propio derecho, la Colonia de la Isla de Vancouver (Colony of Vancouver Island).

## De Nueva Caledonia a la Columbia Británica
Nueva Caledonia continuó durante los siguientes años siendo administrada por la HBC, cuyo presidente ejecutivo regional, James Douglas, también pasó a ser gobernador de la isla de Vancouver. Esta situación era manejable, ya que la población europea seguía siendo pequeña (alrededor de 100 habitantes, en su mayoría empleados de la Compañía y sus familias). Todo esto cambió en 1858 con el descubrimiento de oro al norte de Yale, lo que provocó la fiebre del oro del cañón del Fraser y la afluencia de hasta veinte-treinta mil personas, en su mayoría estadounidenses. Douglas, que no tenía autoridad legal sobre la región, se sintió obligado a ejercer la soberanía británica mediante la colocación de una cañonera en la desembocadura del río Fraser con el fin de obtener los derechos de licencia de los buscadores que querían viajar río arriba. El Secretario de Estado para las Colonias fue incitada a la acción, y se aprobó una ley que designó Nueva Caledonia como colonia de la corona el 2 de agosto de 1858. El nombre dado a la nueva entidad fue el de Colonia de la Columbia Británica, y una nueva capital, New Westminster se estableció en la ribera sur del río Fraser.
El nombre de Nueva Caledonia se sigue utilizando en los nombres oficiales y comerciales de la región (por ejemplo, el  College of New Caledonia y la Diócesis de Caledonia en Prince George; Caledonia Sr. Secondary School in Terrace).